# Blang Panyang (Seunagan Timur)
Blang Panyang is een bestuurslaag in het regentschap Nagan Raya van de provincie Atjeh, Indonesië. Blang Panyang telt 635 inwoners (volkstelling 2010).